# Albert Sidney Camp

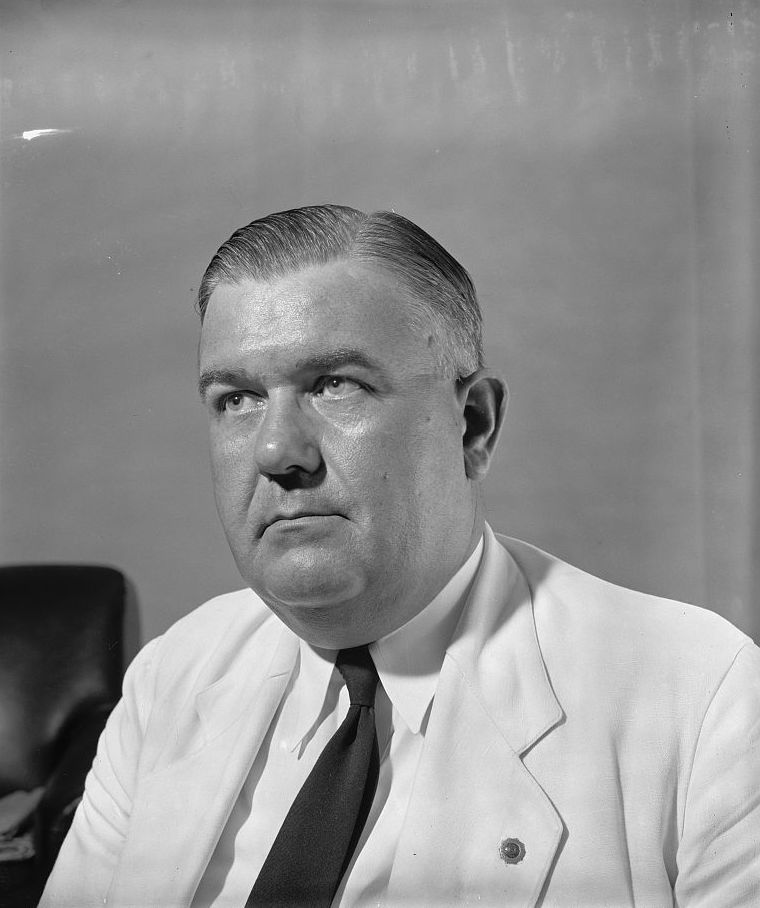
Albert Sidney Camp

Albert Sidney Camp (* 26. Juli 1892 bei Moreland, Coweta County, Georgia; † 24. Juli 1954 in Bethesda, Maryland) war ein US-amerikanischer Politiker. Zwischen 1939 und 1954 vertrat er den Bundesstaat Georgia im US-Repräsentantenhaus.

## Werdegang
Der auf einer Farm geborene Albert Camp besuchte die öffentlichen Schulen seiner Heimat. Nach einem anschließenden Jurastudium an der University of Georgia in Athens und seiner im Jahr 1915 erfolgten Zulassung als Rechtsanwalt begann er in Newnan in seinem neuen Beruf zu arbeiten. Während des Ersten Weltkrieges war er zwischen 1917 und 1919 Soldat der US Army. Dabei war er in Europa im Stab eines Divisionshauptquartiers eingesetzt.
Politisch war Camp Mitglied der Demokratischen Partei. Im Jahr 1924 war er Delegierter zur Democratic National Convention in New York, auf der John W. Davis als Präsidentschaftskandidat nominiert wurde. Zwischen 1923 und 1928 saß Camp als Abgeordneter im Repräsentantenhaus von Georgia. In den Jahren 1934 bis 1939 arbeitete er als stellvertretender Bundesstaatsanwalt für den nördlichen Teil des Staates Georgia.
Nach dem Tod des Abgeordneten Emmett Marshall Owen wurde Camp bei der fälligen Nachwahl für den vierten Sitz von Georgia als dessen Nachfolger in das US-Repräsentantenhaus in Washington, D.C. gewählt, wo er am 1. August 1939 sein neues Mandat antrat. Nach sieben Wiederwahlen konnte er bis zu seinem Tod am 24. Juli 1954 im Kongress verbleiben. Dort wurden zunächst noch weitere New-Deal-Gesetze der Bundesregierung verabschiedet. Seit Dezember 1941 wurde auch die Arbeit des Kongresses durch die Ereignisse des Zweiten Weltkrieges und dessen Folgen bestimmt. Camp wurde im Kongress Zeitzeuge der Gründung der UNO, des Beginns des Kalten Krieges und des Koreakrieges. Im Jahr 1951 wurde der 22. Verfassungszusatz im Kongress verabschiedet.